# ヲタクに恋は難しい
『ヲタクに恋は難しい』（ヲタクにこいはむずかしい）は、ふじたによる日本の漫画、およびこれを原作としたテレビアニメ、実写映画。隠れ腐女子と重度のゲームオタクの男性というオタク同士の不器用な恋愛模様を、笑いを交えて描く。通称は「ヲタ恋」。
本作は、イラストや漫画などの投稿・閲覧ができるソーシャル・ネットワーキング・サービス、pixivから誕生した漫画である。2014年にpixivへの投稿が開始され、同サイトで発表されているオリジナル漫画の中で歴代1位のブックマーク数を記録した。その後もpixivで連載が続けられていたが、2015年11月にpixivと一迅社が共同でウェブコミック配信サイト「comic POOL」を立ち上げてからはそちらに移籍し、2021年まで連載された。また、2015年4月に一迅社から書籍化されており、以降も一迅社からコミックスが続刊されている。
書籍化以前から、オタク趣味を持つ女性たちから広く共感を得ており、2014年に創設された次にくるマンガ大賞では「本にして欲しいWebマンガ部門」の1位になった。書籍化が実現した2015年には、『このマンガがすごい!』でオンナ編の1位に輝いている。

## あらすじ
作者は、書籍化の話をもらった時点で「1冊だけで完成する落としどころを考えようと思った」といい、第2巻以降については、本作をもっと読みたい人向けのボーナス・トラックのような感じであると発言している。そのため、本節では「第1巻」と「第2巻以降」に分けてあらすじを記載する。

### 第1巻
桃瀬成海は会社の同僚と交際していたが、腐女子であることがバレたことがきっかけでフラれ、その同僚と顔を合わせづらくなり転職する。転職先で、成海は幼馴染の二藤宏嵩と再会する。成海にとって宏嵩は自分の趣味を隠すことなく付き合えるオタク友達であり、そのため宏嵩と交際する気はなかったが、ある夜、宏嵩は成海に自分と交際した際のメリットを説き、それを受けて2人は交際を始める。
しかし、交際を開始した当初、成海は気まずさから宏嵩を避けてしまい、宏嵩も成海との距離の取り方が分からず、2人はギクシャクしてしまう。先輩社員の小柳花子と樺倉太郎は2人を気遣って行動を起こすが、その結果、小柳と樺倉の間で口論となる。その間に成海と宏嵩は互いの気持ちを伝え合い、ギクシャクした状態は解消される。なお、この後、樺倉が小柳のことを名前で呼び、名前で呼ばれた小柳が顔を赤らめる光景を見た成海は、2人が交際していることに気付く。また、小柳と樺倉も成海や宏嵩と同じくオタク趣味であり、この一件以来、4人は行動を共にする機会が多くなる。
ある日、4人は一緒に酒を飲むが、この席で小柳と樺倉が喧嘩をしてしまう。2人はすぐ仲直りするが、小柳が吐露した「オタク同士で楽だから、樺倉は自分と交際しているのだろうか」という悩みが成海の心に引っ掛かりを残す。成海は宏嵩に不安をぶつけるが、それに対して宏嵩は、好きなことをしているときの成海が大好きだと答える。

### 第2巻以降
ある日、成海は、職場の近くにあるカフェで1人の男性と再会する。その場に居合わせた小柳と樺倉は、男性を成海の元彼ではないかと疑うが、その男性は宏嵩の弟・尚哉であった。小柳によってカフェに呼ばれた宏嵩も合わせて、5人は宏嵩の自宅へ行くことになるが、そこで尚哉が非オタであり、かつゲームも下手であることが発覚する。
その後も成海・宏嵩・小柳・樺倉の4人はよく行動を共にしていたが、宏嵩は、交際する前と比べて成海との距離感があまり変わっていないことに気付き、成海をテーマパークデートに誘う。デート先で小柳と鉢合わせした宏嵩は彼女にその悩みを打ち明けるが、小柳から「ゆっくり変わっていけばいい」とアドバイスされ、それを受け入れる。
また、尚哉は、アルバイト先で同じ大学の学生・桜城光と出会う。彼女がゲームをしている姿が兄・宏嵩と重なって見えた尚哉は、光と友達になり、一緒にオンラインゲームをプレイするようになる。尚哉は当初、光のことを男性だと思い込んでおり、光も自分が女性だと言い出せずにいたが、ある日、光は自分が女性だと尚哉に知られ、気まずさから自宅に引きこもってしまう。尚哉は、成海と宏嵩の助力を得てオンラインゲーム上で光と再会し、彼女との関係を修復する。

## 登場人物
※「声」は本作のプロモーション・ビデオ、およびテレビアニメ版の声優。「演」は実写映画版の俳優。
桃瀬 成海（ももせ なるみ）
声 - 伊達朱里紗 / 演 - 高畑充希
誕生日：5月3日 / 星座：おうし座 / 身長：154センチメートル / 血液型：A型
本作の主人公。26歳のOL。
腐女子であり、加えて乙女ゲームや三次元のアイドル、コスプレなど、様々なジャンルを愛好する。コミックマーケットにサークル参加するなど、同人活動も行っている。ただし、宏嵩・小柳・樺倉の3人以外には、オタク趣味のことは隠しており、ヲタバレをなにより恐れている。
交際1周年を機に自分の趣味をカミングアウトとしたところ「腐女子は生理的に無理」と言って振ってきた同僚の男性と毎日顔を合わせるのが辛い、という理由で前の会社を辞め、中途で現在の会社に入社した。そこで宏嵩と再会し、彼に告白されて付き合うようになる。
宏嵩とは幼少期（ヲタクに染まる前）からの付き合いであり、唯一ヲタクの自分をさらけ出せる男性として、ある意味彼氏よりも大事な存在だと思っていた。
お茶出しを上手くこなせないなど会社員としては有能とは言い難いが、一方で女子力は高い。また貧乳で、作中でしばしば胸のことをネタにされている。
終盤で職場の同僚にオタクである事をカミングアウトし、受け入れられたと同時に宏嵩が彼氏である事もカミングアウトした。
二藤 宏嵩（にふじ ひろたか）
声 - 伊東健人、田村睦心（幼少期、中学生） / 演 - 山﨑賢人
誕生日：3月20日 / 星座：うお座 / 身長：184センチメートル / 体重：70キログラム（たまに70切る） / 血液型：B型
成海の幼馴染。26歳のサラリーマン。
イケメンで仕事もできるが、重度のゲームオタク。感情があまり顔に出ないが、メールの文面でのテンションは高く、LINEでは顔文字を多用するといった一面もある。喫煙者で、居酒屋では良く煙草を吸っている。重度の近視であり、メガネを外すと相手とキスしそうな距離でないと良く見えない程。
成海に対しては勤務先で再会する前から好意を抱いており、交際を開始してからはしばしば大胆なアプローチを見せる。
小柳 花子（こやなぎ はなこ）
声 - 沢城みゆき / 演 - 菜々緒
誕生日：8月28日 / 星座：おとめ座 / 身長：167センチメートル / 血液型：AB型
成海と宏嵩の同僚。27歳のOL。スタイルの良い巨乳だが性格はガサツ。
レイヤー界隈ではけっこう有名な男性キャラ専門のコスプレイヤー。演劇やアニメ、BLなども愛好している。同じくヲタクである成海とは「花ちゃん」「なる」と呼び合う仲だが、推しカップリングはいつも逆になる。酒も好きだが弱く、悪酔いしやすい。
樺倉とは高校が同じで、彼の1年後輩にあたる。当初は漫画やアニメのよさが理解できないでいたが、彼の話を理解しようとアニメを見るようになる。
樺倉が高校を卒業した日から交際を開始しその後、高校3年生のときにコスプレを始め、現在に至る。後に樺倉と結婚。結婚式ではコスプレを披露し、出席者から感嘆と歓声が上がった。しかし、現在も同じ職場に務めているため、苗字で呼ぶ際に混乱をまねいてしまっている。
樺倉 太郎（かばくら たろう）
声 - 杉田智和 / 演 - 斎藤工
誕生日：11月9日 / 星座：さそり座 / 身長：180センチメートル / 体重：72キログラム / 血液型：O型
成海・宏嵩・小柳の上司。28歳のサラリーマン。
強面だが、真面目で面倒見がよい。その反面、デリカシーはない。成海たちほどではないもののオタクが趣味の所謂「ライトヲタ」であるが、そのことは基本的に周囲に隠している。
小柳とは高校在学中、部活動の関係から争いを繰り広げていた間柄であるが、樺倉が高校を卒業した日から交際を開始し、現在に至る。現在も小柳とは喧嘩が絶えないが、一方で密かにお揃いのペンダントを着用しているという一面もある。
小柳と婚約のちに結婚。現在も同じ職場に務めているため、苗字で呼ぶ際に混乱をまねいてしまっている。
二藤 尚哉（にふじ なおや）
声 - 梶裕貴、高橋未奈美（小学生）
誕生日：4月21日 / 星座：おうし座 / 身長：177センチメートル / 血液型：AB型
宏嵩の弟。19歳の大学生。
兄とは対照的に社交的で表情豊かだが、非オタで有名なネットスラングも分からないほど。ゲームは兄が匙を投げるレベルで下手。成海の職場の近くにあるカフェで、アルバイトとして働いている。
光とゲーム等交流していくうちに異性として意識し、尚哉から告白、交際し始める。
桜城 光（さくらぎ こう）
声 - 悠木碧
誕生日：10月15日 / 星座：てんびん座 / 身長：170センチメートル / 血液型：A型
19歳の大学生。尚哉と同じ大学に通っている。
地味な感じのゲームオタク。内向的な性格で、店員に話しかけられたら謝ってすぐに退店する・ネットゲーム上で知らない人に話しかけられるとフリーズしてしまうなど、コミュニケーションが大の苦手。その反面、顔に出やすい傾向がある。女性だが背が高く、男物の服をよく着ているため、男性に間違われやすい。
人付き合いを苦手ではあったが、尚哉と出会い交流していくうちに異性として意識しはじめていたが、持ち前の内気な性格が災いして尚哉を避けるようになるが、尚哉から告白を受け、交際し始める。
相庭（あいば）
声 - 八代拓
成海達の同僚である男性社員。宏嵩とは同期だが名前を覚えられてない。女好きでチャラい。
馬場（ばば）
声 - 寺島拓篤
成海達の同僚である男性社員。宏嵩の隣のデスクに座っている。相庭と同じく宏嵩とは同期だが名前を覚えられてない。むっつりスケベ。
千葉（ちば）
声 - 長江里加
成海達の同僚である女性社員。成海と同期（新卒か中途かは不明）。成海と宏嵩が付き合っているのを何となく察しており、影からこっそり応援している。
堂元（どうもと）
声 - 樫井笙人
成海達の上司。課長。
一条 良樹（いちじょう よしき）
声 - 赤羽根健治
身長：167センチメートル
19歳の大学生。尚哉と同じ大学に通っている。
尚哉・三井とは幼稚園のころからの友人。尚哉からは「よっくん」と呼ばれている。光とは高校の同級生。
情報通で、光が女性であることを三人の中で唯一最初から知っていた。ドスケベで金にせこい。
三井 健介（みつい けんすけ）
声 - 岡本信彦
身長：172センチメートル
19歳の大学生。尚哉と同じ大学に通っている。
尚哉・一条とは幼稚園のころからの友人。尚哉からは「けんちゃん」と呼ばれている。光とは高校の同級生。
脳筋で声が大きい。スケベ。

## 特徴

### 作風
本作では、成海と宏嵩の2人と、その周りの人物の恋愛模様やオタクっぷりが、オタクらしさ全開で描かれている。作中にはインターネットスラングや実在するゲームのネタなどが登場し、またオタクの共感を呼ぶエピソードが多数描かれている。同時に、幼馴染との恋愛や社内恋愛といった読者をときめかせる要素も手広く盛り込まれており、ライターの山王さくらこは本作について、「ヲタ系の言葉やシチュエーションに幻惑されがち」だが、実際には「誰にでも思い当たる心の動きを描いた恋愛マンガ」である、と評している。
作者は、本作のテーマは「恋愛」であると発言しているが、同時に本作は「ギャグありきのマンガ」であるとも語っており、両要素の比率について「ギャグ8割、恋愛2割」であるとコメントしている。また、作者は「1ページでオチがあるギャグ」が得意と語っており、本作も1ページから数ページのショートストーリーを組み合わせた形で構成されている。

### プロモーション・ビデオ
本作に関する情報は、プロモーション・ビデオを用いて告知が行われることが恒例となっている。本作の発行元である一迅社は、視聴者の予想を裏切るユニークなCMを手掛けることで知られるが、本作のプロモーション・ビデオでは、キャラクターの掛け合いによって情報を告知する、というスタイルが採られている。なお、プロモーション・ビデオの脚本は、作者のふじたが執筆している。

## 制作背景
作者は、漫画家としてデビューする前にデザイン専門学校に通っており、本作の制作には専門学校時代の学友たちが大きく関係している。作者によると、当時の学友には様々なジャンルのオタクがおり、そこに男女の恋愛を絡めつつ、ギャグ要素を強くした漫画を描いたら面白いのではないか、と考えたことが、本作の着想のきっかけであったという。また、学友たちとは、互いにキャラクターを作って、そのキャラクターを基に話を考えるという遊びをよくしており、学友と話しながらブラッシュアップした結果、成海と宏嵩の話が面白くできあがったため、学友の許可を得て漫画化したのだという。
作者は、本作を執筆したきっかけについて「マンガのリハビリのような感じ」だったと発言している。当時、作者は専門学校を卒業して上京するも、漫画の企画が通らないという状況が続いていた。そのような状況下で、次第に「マンガってどうやって描いたら楽しかったのか」ということが分からなくなってしまったため、それを思い出すために、作者自身が楽しいと思う漫画として描かれたのが本作であった。
なお、一迅社の担当編集者によると、書籍化の話は、本作が次にくるマンガ大賞で「本にして欲しいWebマンガ部門」の1位になる前から持ち上がっていたという。

## 評価
ライターの山脇麻生は本作について、ゲームやアニメのネタに加えて恋愛描写も随所に盛り込まれているという「間口の広さ」が、読者の支持を得ることに繋がったと述べている。
music.jpニュースのコラムでは、本作は「綺麗な絵で恋愛マンガ要素が強くどちらかというと女性向け」と紹介されており、実際に一迅社によると、本作は特に20歳代の女性から支持を得ているという。ライターの粟生こずえは、恋愛を一番には考えていないオタク2人が少しずつ恋人らしくなっていくという本作の展開は、王道の恋愛漫画に通じるものがあると評している。

### 賞歴・ノミネート歴
| 発表年 | 賞                                     | 部門                        | 対象               | 結果       |
| ------ | -------------------------------------- | --------------------------- | ------------------ | ---------- |
| 2014   | 第1回 次にくるマンガ大賞               | 本にして欲しいWebマンガ部門 | ヲタクに恋は難しい | 1位        |
| 2015   | このマンガがすごい！2016               | オンナ編                    | ヲタクに恋は難しい | 1位        |
| 2015   | 2015 コレ読んで漫画RANKING BEST50      |                             | ヲタクに恋は難しい | 11位       |
| 2016   | 全国書店員が選んだおすすめコミック2016 |                             | ヲタクに恋は難しい | 8位        |
| 2016   | 第6回 NEXTブレイク漫画RANKING BEST50   |                             | ヲタクに恋は難しい | 6位        |
| 2017   | 全国書店員が選んだおすすめコミック2017 |                             | ヲタクに恋は難しい | 9位        |
| 2017   | 第41回講談社漫画賞                     | 一般部門                    | ヲタクに恋は難しい | ノミネート |
| 2017   | WEBマンガ総選挙                        | 一般部門                    | ヲタクに恋は難しい | 1位        |

### 商業的評価
コミックス第1巻の発行部数は、初版8万部からスタートし、2016年3月時点で100万部を突破した。また、第2巻と第4巻はオリコンチャートの週間コミックランキングで1位を獲得しており、2021年6月時点で電子版を含めたコミックス累計発行部数は1200万部を突破している。
日本出版販売の調査によると、コミックス第1巻は発売3週目にほぼ完売し、重版が行われた後も売上は高止まりしていたという。コルクの代表・佐渡島庸平は、本作について、第1巻が発売される前からインターネット上で話題になっていたことが、第1巻の売上増加に繋がったと分析している。
本作は電子書籍の分野でも実績を残している。電子書籍レンタルサイト「Renta!」が発表したジャンル別売り上げランキングにおいて、本作は2015年から2年連続で少女漫画部門の1位を獲得している。

## 書誌情報

### 漫画
- ふじた 『ヲタクに恋は難しい』 一迅社、全11巻
  1. 2015年5月5日初版第1刷発行（2015年4月30日発売[一 1]）、ISBN 978-4-7580-0846-4
  2. 2016年4月5日初版第1刷発行（2016年3月31日発売[一 2]）、ISBN 978-4-7580-0899-0
  3. 2017年1月5日初版第1刷発行（2016年12月23日発売[一 3]）、ISBN 978-4-7580-0934-8
  4. 2017年8月5日初版第1刷発行（2017年7月26日発売[一 4]）、ISBN 978-4-7580-0951-5
  5. 2018年2月5日初版第1刷発行（2018年2月2日発売[一 5]）、ISBN 978-4-7580-0979-9
  6. 2018年8月5日初版第1刷発行（2018年7月31日発売[一 6]）、ISBN 978-4-7580-0987-4
  7. 2019年4月5日初版第1刷発行（2019年3月29日発売[一 7]）、ISBN 978-4-7580-2019-0
    - OAD付き特装版 同日発売[一 8]、ISBN 978-4-7580-2020-6

  8. 2020年1月5日初版第1刷発行（2019年12月13日発売[一 9]）、ISBN 978-4-7580-2058-9
  9. 2020年8月5日発売[一 10]、ISBN 978-4-7580-2120-3
  10. 2021年2月26日発売[一 11]、ISBN 978-4-7580-2188-3
    - OAD付き特装版 同日発売[一 12]、ISBN 978-4-7580-2189-0

  11. 2021年10月14日発売[一 13]、ISBN 978-4-7580-2281-1
    - OAD付き特装版 同日発売[一 14]、ISBN 978-4-7580-2282-8

### 小説
- ふじた（原作・イラスト・監修） / 華路いづる（小説）『ヲタクに恋は難しい 小説版』 一迅社、2020年1月31日発売[一 15]、ISBN 978-4-7580-9240-1

### その他
- ふじた 『ヲタクに恋は難しい official art works』 一迅社、2021年10月14日発売[一 16]、ISBN 978-4-7580-2302-3

## テレビアニメ
|                               | テレビアニメ・OVA1           | OVA2・3                                          |
| ----------------------------- | ---------------------------- | ------------------------------------------------ |
| 原作                          | ふじた                       | ふじた                                           |
| 監督                          | 平池芳正                     | 高野やよい                                       |
| シリーズ構成                  | 平池芳正                     | -                                                |
| キャラクターデザイン          | 安田京弘                     | 中村ユミ                                         |
| 総作画監督                    | 安田京弘、荒木弥緒           | 中村ユミ                                         |
| プロップ設定                  | 朝井聖子                     | -                                                |
| 美術設定                      | 袈裟丸絵美、ヤンジュンソク   | -                                                |
| 美術監督                      | 諸熊倫子                     | 谷口純基                                         |
| 色彩設計                      | 坂本いづみ                   | 秋元由紀                                         |
| 撮影監督                      | 青嶋俊明                     | 塩川智幸                                         |
| 3D監督                        | 野間裕介                     | -                                                |
| 編集                          | 坪根健太郎                   | 黒澤雅之                                         |
| 音楽                          | 本間昭光                     | 本間昭光                                         |
| 音楽                          | -                            | 関向弥生                                         |
| 音楽プロデューサー            | 佐野弘明、舩橋宗寛           | 山内真治                                         |
| 音楽制作                      | アニプレックス               | アニプレックス                                   |
| 音楽制作                      | フジパシフィックミュージック | -                                                |
| 音響監督                      | 土屋雅紀                     | 土屋雅紀                                         |
| 音響制作                      | HALF H・P STUDIO             | HALF H・P STUDIO                                 |
| チーフプロデューサー          | 三宅将典、高瀬透子           | 鈴木健太                                         |
| プロデューサー                | 鈴木健太、藤山直廉           | 神宮司剛史、柴田岬                               |
| アニメーション プロデューサー | 立石啓介                     | 渡部正和                                         |
| アニメーション制作            | A-1 Pictures                 | ラパントラック                                   |
| 制作                          | 「ヲタ恋」製作委員会         | 「ヲタ恋 OAD2」製作委員会 一迅社、アニプレックス |

2018年4月から6月にかけて、本作を原作としたテレビアニメがフジテレビの「ノイタミナ」枠にて放送された。平池芳正が監督を務め、A-1 Picturesがアニメーションの制作を担当する。ナレーションは悠木碧が務める。

### 製作経緯・スタッフィング
本作のテレビアニメ化は、2017年7月に発表された。発表にあたっては複数のプロモーション・ビデオが用いられ、まず7月13日に公開されたプロモーション・ビデオにて、7月20日19時に本作に関する告知があることが発表された。その後、7月20日19時から、東京・新宿アルタビジョンにてプロモーション・ビデオが放映され、その中で本作のテレビアニメ化が発表された。
その後、2018年1月26日にメインスタッフの情報が公開され、平池芳正が監督とシリーズ構成を務め、キャラクターデザインを安田京弘、音楽を本間昭光がそれぞれ担当することが明らかになった。

### 主題歌
「フィクション」
片岡健太作詞・作曲、sumika編曲・歌によるオープニングテーマ。OVA3では挿入歌として使用。
「キミの隣」
halcaによるエンディングテーマ。作詞は宮嶋淳子、作曲・編曲は川崎智哉。
「明日もまた」
halcaによる第9話限定エンディングテーマ。作詞は宮嶋淳子、作曲・編曲は松坂康司。
「Love or Respect」
桃瀬成海（伊達朱里紗）・二藤弘嵩（伊東健人）によるOVA2・OVA3エンディングテーマ。作詞は藤林聖子、作曲・編曲は本間昭光。

### 各話リスト
| 話数 | サブタイトル                   | 脚本     | 絵コンテ          | 演出          | 作画監督                                                                                  |
| ---- | ------------------------------ | -------- | ----------------- | ------------- | ----------------------------------------------------------------------------------------- |
| ＃01 | 成海と宏嵩の再会。そして…      | 平池芳正 | 平池芳正          | 高島大輔      | 長友望己 杉薗真希                                                                         |
| ＃02 | 恋人?始めました                | 平池芳正 | 島津裕行          | 浅見松雄      | 森田実 菊池華子 鷲田敏弥 門智昭 小林ゆかり 田之上慎 西村元秀 徳田夢之介 辻早智子 杉薗真希 |
| ＃03 | 即売会とゲーム会               | 篠塚智子 | 金﨑貴臣          | 飛田剛        | 前田学史 黒川あゆみ                                                                       |
| ＃04 | オトナの恋も難しい？           | 高木聖子 | 齋藤哲人          | 嵯峨敏        | 重松しんいち 津熊健徳 徳田夢之介 西村元秀                                                 |
| ＃05 | 尚哉登場とゲーム会 PartII      | 篠塚智子 | 石川俊平 平池芳正 | 岩月甚        | 本多みゆき 日高真由美 山本真夕子                                                          |
| ＃06 | 憂鬱なクリスマス               | 高木聖子 | 島津裕行          | 古賀一臣      | 長友望己 杉薗真希 徳田夢之介 本多恵美 川口弘明 安藤真喜 阿部千秋 山本恭平                 |
| ＃07 | ネトゲと、それぞれの夜         | 高木聖子 | 渡辺了            | 高島大輔      | 黒川あゆみ 秋田英人 徳田夢之介 西村元秀 後藤まり子 安藤真喜 服部憲知                      |
| ＃08 | 苦手な雷と、気になるお年頃     | 篠塚智子 | 斎藤哲人          | 浅見松雄      | 管振宇 李少雷 前田学史 武田芽衣 山本真夕子                                                |
| ＃09 | デートへ行こうよ！             | 平池芳正 | 渡辺了            | 岩月甚        | 須藤智子 杉薗真希 本多みゆき                                                              |
| ＃10 | 光くん登場とネトゲリベンジ     | 高木聖子 | 斎藤哲人          | 嵯峨敏 飛田剛 | 黒川あゆみ 後藤まり子 長友望己                                                            |
| ＃11 | ヲタクに恋は難しい             | 篠塚智子 | 渡辺了 島津裕行   | 高島大輔      | 長友望己 杉薗真希 前田学史 須藤智子 本多みゆき 山本真夕子 朝井聖子                        |
| OVA  | それは、いきなりおとづれた＝恋 | 篠塚智子 | 渡辺了            | 古賀一臣      | 須藤智子 杉薗真希 前田学史 山崎浩平 川口弘明 秋田英人                                     |
| OVA2 | トモダチの距離                 | 内海照子 | 高野やよい        | 高野やよい    | 石川奨士 南井尚子 三島詠子                                                                |
| OVA3 | 社員旅行と願いごと             | 内海照子 | 高野やよい        | 高野やよい    | 石川奨士 耳浦朋彰 金内恵美里 三島詠子 南井尚子                                            |

### 放送局
放送局のうちフジテレビは、アニプレックス・一迅社と共に、テレビアニメの「制作」に名を連ねている。
| 放送期間                | 放送時間                     | 放送局             | 対象地域       |
| ----------------------- | ---------------------------- | ------------------ | -------------- |
| 2018年4月13日 - 6月22日 | 金曜 0:55 - 1:25（木曜深夜） | フジテレビ         | 関東広域圏     |
|                         |                              | 岩手めんこいテレビ | 岩手県         |
|                         |                              | さくらんぼテレビ   | 山形県         |
|                         | 金曜 1:20 - 1:50（木曜深夜） | 秋田テレビ         | 秋田県         |
|                         | 金曜 1:25 - 1:55（木曜深夜） | 福島テレビ         | 福島県         |
|                         | 金曜 1:30 - 2:00（木曜深夜） | 長野放送           | 長野県         |
|                         |                              | テレビ愛媛         | 愛媛県         |
|                         | 金曜 1:35 - 2:05（木曜深夜） | テレビ静岡         | 静岡県         |
|                         | 金曜 1:45 - 2:15（木曜深夜） | 新潟総合テレビ     | 新潟県         |
|                         |                              | テレビ熊本         | 熊本県         |
|                         | 金曜 1:55 - 2:25（木曜深夜） | 関西テレビ         | 近畿広域圏     |
|                         |                              | テレビ新広島       | 広島県         |
|                         |                              | テレビ西日本       | 福岡県         |
|                         | 金曜 2:00 - 2:30（木曜深夜） | 仙台放送           | 宮城県         |
|                         | 金曜 2:05 - 2:35（木曜深夜） | 鹿児島テレビ       | 鹿児島県       |
|                         | 金曜 2:10 - 2:40（木曜深夜） | 東海テレビ         | 中京広域圏     |
| 2018年4月14日 - 6月23日 | 土曜 0:55 - 1:25（金曜深夜） | サガテレビ         | 佐賀県         |
| 2018年5月8日 - 7月24日  | 火曜 1:25 - 1:55（月曜深夜） | 山陰中央テレビ     | 鳥取県・島根県 |

また、テレビ放送に加えて、Amazonプライム・ビデオでのネット配信も行われる。配信地域は日本および日本国外であるが、このうち日本国内では、第1話のみ2018年4月12日0時に先行配信し、第2話以降はフジテレビで放送を開始した時刻の1時間後に配信する、という形が採られている。

### BD / DVD
| 巻 | 発売日         | 収録話         | 規格品番     | 規格品番     |
| 巻 | 発売日         | 収録話         | BD限定版     | DVD限定版    |
| -- | -------------- | -------------- | ------------ | ------------ |
| 1  | 2018年9月12日  | 第1話 - 第2話  | ANZX-12631/2 | ANZB-12631/2 |
| 2  | 2018年10月10日 | 第3話 - 第5話  | ANZX-12633/4 | ANZB-12633/4 |
| 3  | 2018年11月14日 | 第6話 - 第8話  | ANZX-12635/6 | ANZB-12635/6 |
| 4  | 2018年12月12日 | 第9話 - 第11話 | ANZX-12637/8 | ANZB-12637/8 |

### Webラジオ
本作のWebラジオとして、2018年4月5日から9月27日まで超!A&G+で『ヲタ恋ラジヲ〜ラジオは専門外ですけどがんばります。〜』が配信された。桃瀬成海の声を担当する伊達朱里紗と、二藤宏嵩の声を担当する伊東健人の2人がパーソナリティを務めた。
| フジテレビ ノイタミナ | フジテレビ ノイタミナ | フジテレビ ノイタミナ |
| 前番組                | 番組名                | 次番組                |
| --------------------- | --------------------- | --------------------- |
| 恋は雨上がりのように  | ヲタクに恋は難しい    | BANANA FISH           |

## 映画
福田雄一監督・脚本、高畑充希と山﨑賢人主演で実写映画化され、2020年2月7日に公開された。
2018年7月26日、コミック第6巻発売の告知PV内で実写映画化が発表された。
劇中でキャラクターのセリフがニコニコ動画のコメントのように表示される演出があるほか、成海、宏嵩、花子が自分の心情を歌で表現するシーンがあり、コメディタッチのミュージカル映画となっている。上映開始から約10分くらいに始まる、東京国際展示場をバックに成海と宏嵩がダンスを始めるシーンでは二人のバックダンサーとしてコスプレイヤーがアニメや漫画などの様々なキャラクターに扮して多数出演している。
2020年8月19日にポニーキャニオンより、BDとDVDがリリースされた。

### キャスト
- 桃瀬成海 - 高畑充希
- 二藤宏嵩 - 山﨑賢人
- 小柳花子 - 菜々緒
- 坂元真司 - 賀来賢人
- 森田悠季 - 今田美桜
- 未来 - 若月佑美
- バーのマスター - ムロツヨシ
- 石山邦雄 - 佐藤二朗
- 樺倉太郎 - 斎藤工
- 内田真礼（本人役）[75]

### スタッフ
- 原作 - ふじた『ヲタクに恋は難しい』（一迅社）
- 脚本・監督 - 福田雄一
- ミュージカル作曲編曲：鷺巣詩郎
- ミュージカル作詞：及川眠子、藤林聖子、福田雄一
- 振付：上島雪夫、HIDALI
- 劇伴音楽：瀬川英史、日向萌、酒井麻由佳
- 製作：石原隆、野内雅宏、高澤奏、堀義貴、市川南
- プロデューサー：若松央樹
- 撮影監督：工藤哲也
- 撮影 - 鈴木靖之
- 美術 - 遠藤善人
- 照明 - 藤田貴路
- 録音 - 柿澤潔
- 助監督 - 井手上拓哉
- 制作担当：桜井恵夢
- 装飾：西岡萌子
- 衣装：黒羽あや子
- ヘアメイク：内城千栄子
- VFXスーパーバイザー：小坂一順
- スクリプター：廣瀬順子
- 編集：臼杵恵理
- 選曲：小西善行
- 音響効果：荒川望
- 音楽プロデューサー：溝呂木友子
- ラインプロデューサー：鈴木大造
- アソシエイトプロデューサー：片山怜子
- 配給：東宝
- 制作プロダクション：クレデウス
- 製作 - 映画「ヲタクに恋は難しい」製作委員会（フジテレビジョン、一迅社、ホリプロ、東宝）

### テレビ放送
| 回数 | テレビ局   | 番組名（放送枠名） | 放送日            | 放送時間       | 放送分数                   | 視聴率 | 備考                           |
| ---- | ---------- | ------------------ | ----------------- | -------------- | -------------------------- | ------ | ------------------------------ |
| 1    | フジテレビ | 土曜プレミアム     | 2021年2月13日(土) | 21:00 - 翌1:35 | 275分 (130分＋135分＋10分) | 8.3%   | 地上波初放送、本編ノーカット。 |
| 2    | フジテレビ | 土曜プレミアム     | 2023年9月16日(土) | 21:00 - 23:10  | 130分                      | 3.9%   |                                |

地上波初放送時、本来は通常の土曜プレミアムより10分ほど拡大した21:00 - 23:20に放送される予定だったが、23:08ごろに福島県沖地震が発生。放送終了まで残り10分を切った23:10ごろに急遽報道特別番組へと切り替わった。その後、翌日1:25ごろに放送を再開して終盤10分を放送した。しかし、翌日、視聴者からはテレビ局に抗議電話、抗議メールが殺到した。その数、3万8529本になった。

## 舞台
舞台「ヲタクに恋は難しい」というタイトルで2022年5月11日から15日にシアターサンモールにて上演された
。主演は土井一海と堀内まり菜、演出は佐野瑞樹、脚本は畑雅文が務めた。

### キャスト
- 二藤宏嵩 - 土井一海
- 桃瀬成海 - 堀内まり菜
- 樺倉太郎 - 小笠原健
- 小柳花子 - 椿梨央
- 二藤尚哉 - 優樹
- 桜城光 - 小田川颯依
- 相庭 - 石田隼
- 馬場 - 真嶋真紀人
- 千葉 - 山下聖良
- 一条良樹 - 奥井那我人
- 三井健介 - 佐藤智広
- アンサンブル - 進藤光希、真木すみれ

### スタッフ
- 演出 - 佐野瑞樹
- 脚本 - 畑雅文
- 制作 - コントラ、Alice